# Charles Frederick Cross
Charles Frederick Cross (Brentford, 11 dicembre 1855 – 15 aprile 1935) è stato un chimico inglese.

## Biografia
Dopo aver trascorso il suo percorso scolastico prima a Londra poi al Politecnico di Zurigo e infine con il suo futuro collega Edward John Bevan a Manchester divenne un chimico interessato alla tecnologia della cellulosa. Iniziò a lavorare presso la Alexander Cowan & Co.
Divenne quindi il maggior esperto del settore del suo tempo, scoprendo (verso la fine dell'Ottocento) che la cellulosa una volta trattata con la soda, reagisce con il solfuro di carbonio dando un composto solubile in acqua. La soluzione viscosa poteva dare una fibra continua se iniettata in un bagno di acido solforico e solfato di sodio. In seguito il loro brevetto fu ceduto a Samuel Courtauld, che avviò la produzione nel 1906.